# Julebord

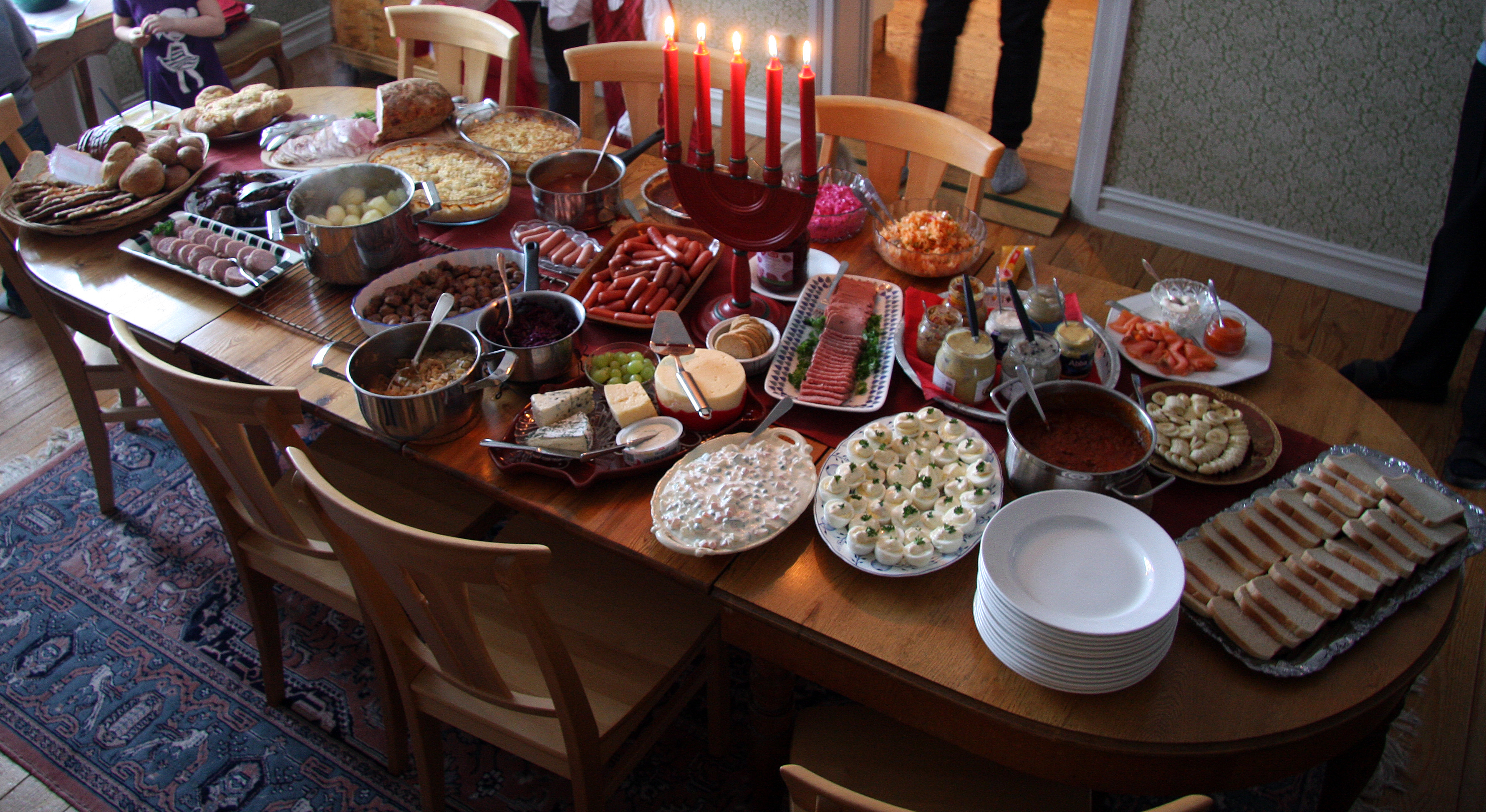
Un julbord in una casa svedese.

Lo julebord o julbord è una festa o banchetto, spesso sotto forma di buffet, che si tiene tradizionalmente nella Scandinavia durante la stagione natalizia.
Questa festa di Natale viene spesso organizzata da datori di lavoro o società per i dipendenti o soci.
Molti julbord si caratterizzano per offrire grandi quantità di cibo, sotto forma di piatti caldi e freddi, e bevande, sia tradizionali che nuove. Spesso c'è intrattenimento e la festa può essere un importante luogo di incontro sociale per i colleghi di lavoro.

## Etimologia
La parola norvegese julebord e la parola svedese julbord si traducono direttamente come "tavola di Natale", mentre la parola danese julefrokost significa "pranzo di Natale".

## Cucina tradizionale
Durante gli eventi Julebord vengono solitamente serviti piatti natalizi tradizionali. Questi includono: budino di riso (Risalamande), costolette di maiale (sviniribbe), costine di agnello o montone (pinnekjøtt), salsiccia piccante (Medisterpølse) e lutefisk. Il pasto viene solitamente servito insieme a surkål (un contorno tradizionale il cui ingrediente principale è il cavolo), cavoletti di Bruxelles e marmellata di mirtilli rossi. È consuetudine bere vin brulè (glögg), birra di Natale (juleøl) o Akevitt come aperitivo.

## Tradizioni a seconda del paese

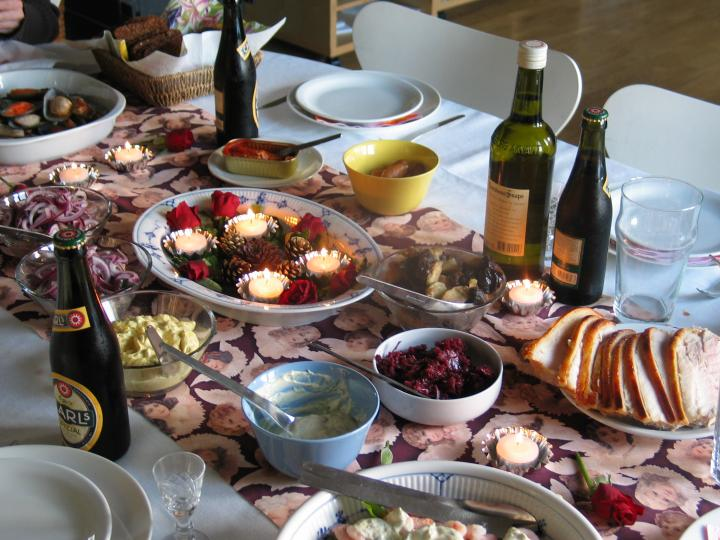
Tavola danese di Natale (julebord).

### Danimarca
In Danimarca, il julefrokost si chiama "pranzo di Natale". Qui viene servito tipicamente lo smørrebrød freddo come ingrediente principale, integrato da piatti caldi. Spesso si bevono anche birra e grappa.

### Norvegia
I tradizionali piatti natalizi in Norvegia sono porridge di riso, svineribbe (costolette di maiale), pinnekjøtt (costine di pecora), Medisterpølse (salsicce natalizie), torte medister, lutefisk e merluzzo nordico, ma anche piatti più attuali come il tacchino. I dessert possono essere trollkrem, crema di riso, pesche in scatola e altri.

### Svezia e Finlandia
Il julbord svedese (che differisce dalle sue controparti norvegesi e danesi) si riferisce a una forma di smörgåsbord con il tradizionale cibo natalizio svedese che viene servito soprattutto in Svezia e Finlandia nel periodo natalizio.